# Chetia
Chetia is een geslacht van straalvinnige vissen uit de familie van cichliden (Cichlidae).

## Soorten
- Chetia brevicauda Bills & Olaf, 2002
- Chetia brevis Jubb, 1968
- Chetia flaviventris Trewavas, 1961
- Chetia gracilis (Greenwood, 1984)
- Chetia mola Balon & Stewart, 1983
- Chetia welwitschi (Boulenger, 1898)